# 滷水
- 關於制作豆腐的鹵水凝固剂，請見「盐卤」。
- 關於地理水文中含盐量高的水体，請見「卤水 (水域)」。

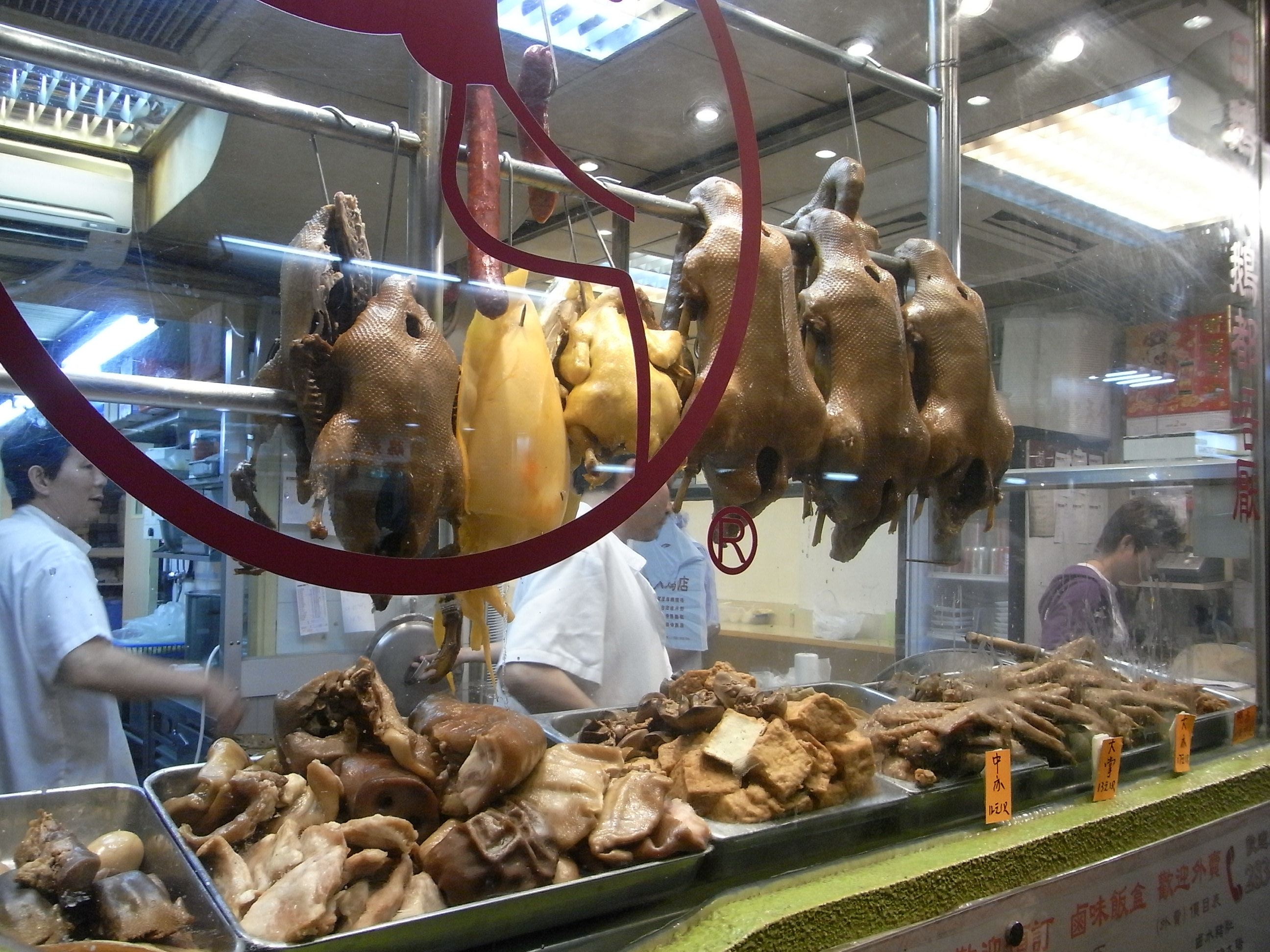
用滷水製作的食品

滷水，又名滷汁、滷湯，是廣東潮汕地區的調味料，流行於廣東、香港、福建及台灣等地，用於製作滷味食品。

## 材料
滷水的基礎是醬油，再加入多種香料烹調而成。所選用的香料沒有既定標準，較常見的包括花椒、八角、陳皮、桂皮、甘草、草果、薑、南薑、沙薑、蔥及冰糖等，其中南薑是正宗潮汕鹵水必不可少的調味品。也有加入辣椒成為川味的滷水。自行製作滷水並不複雜，一般只需把醬油與香料一起烹調即成，但要把滷水的味道調配得恰到好處，並使其後滷製的食物帶有醬油與香料的芳香就不容易，因此滷味食品店常把滷水的調配方法視為秘方，除了使用豉油和香料外，香港還有一種可樂滷水汁，使用可樂調配成製作可樂雞的滷水。

## 使用
滷水是製作滷味食品的基礎，當滷水煮滾後，並可加入各種耐煮的食材，使食材吸收滷水的味道，便能把食材烹調為滷味。常見的滷味食材有鴨、鵝、豬手、家禽內臟、牛雜和豆腐等。

## 陳年滷水
因為一般相信滷水的使用次數越久，便能吸收之前食物的肉汁精華，使滷水的味道越滷越美味。因此很多滷味食店，都會將用過的滷水過濾隔渣後，再加入醬油及香料維持滷水的分量便繼續用於烹調滷味食品。香港有滷味食品店宣稱店內的滷水是繼承自父業，其使用的滷水已有超過65年歷史。雖然民間普遍有滷水使用越長久越好味的觀點，但香港及台灣都有大學研究指肉類在滷水長時間反復加熱烹調，會產生致癌的膽固醇氧化產物，從而增加患癌及心臟病的風險。